# GeoGebra
GeoGebra je počítačový program pro interaktivní geometrii, algebru i analýzu. Je určen především pro učitele a studenty. Většina verzí GeoGebry je k dispozici uživatelům zdarma. GeoGebra je multiplatformní dynamický software pro všechny úrovně vzdělávání, poněvadž spojuje geometrii, algebru, tabulky, znázornění grafů, statistiku a infinitezimální počet, to vše v jednom balíčku. Tento program získal četná ocenění pro vzdělávací software v Evropě a USA.

## Autoři
Tvůrcem GeoGebry je Markus Hohenwarter. Program začal vytvářet v roce 2001 na Univerzitě v Salcburku, dále na něm pracoval na Florida Atlantic University (2006-2008), Florida State University (2008-2009), a nyní na Univerzitě v Linci. Spolupracuje společně s open-source vývojáři a překladateli po celém světě. V současné době je hlavním vývojářem GeoGebry Michael Borcherds, učitel matematiky na druhém stupni základních škol.
Po úspěšné kampani GeoGebra plánuje rozšířit svou nabídku také na iPad a Android verze.[zdroj?]

## Nabídka programu
- Grafika, algebra a tabulky jsou propojeny a plně dynamické.
- Jednoduše použitelné uživatelské prostředí, mnohé výkonné funkce.
- Autorizační nástroje k vytvoření výukového materiálu na webové stránce.
- Přístupné milionům uživatelů na celém světě v mnoha jazycích.
- Free a open source software.[1]

## Ocenění
- NTLC Award 2010: National Technology Leadership Award 2010 (Washington D.C., USA)
- Tech Award 2009: Laureat in the Education Category (San Jose, California, USA)
- BETT Award 2009: Finalist in London for British Educational Technology Award
- SourceForge.net Community Choice Awards 2008: Finalist, Best Project for Educators
- AECT Distinguished Development Award 2008: Association for Educational Communications and Technology (Orlando, USA)
- Learnie Award 2006: Austrian Educational Software Award for "Wurfbewegungen mit GeoGebra" (Vienna, Austria)
- eTwinning Award 2006: 1st prize for "Crop Circles Challenge" with GeoGebra (Linz, Austria)
- Comenius 2004: German Educational Media Award (Berlin, Germany)
- Learnie Award 2005: Austrian Educational Software Award for "Spezielle Relativitätstheorie mit GeoGebra" (Vienna, Austria)
- digita 2004: German Educational Software Award (Cologne, Germany)
- EASA 2002: European Academic Software Award (Ronneby, Sweden)